# Magyar Testgyakorlók Köre Budapest Futball Club 2010-2011
Questa voce raccoglie le informazioni riguardanti il Magyar Testgyakorlók Köre Budapest Futball Club nelle competizioni ufficiali della stagione 2010-2011.

## Rosa
| N. |                       | Ruolo | Calciatore        |
| -- | --------------------- | ----- | ----------------- |
| 2  | Ungheria (bandiera)   | C     | András Gál        |
| 4  | Ungheria (bandiera)   | D     | Dániel Vadnai     |
| 5  | Ungheria (bandiera)   | D     | László Sütő       |
| 6  | Ungheria (bandiera)   | C     | Máté Pátkai       |
| 7  | Montenegro (bandiera) | D     | Dejan Vukadinović |
| 8  | Ungheria (bandiera)   | A     | Norbert Csiki     |
| 9  | Ungheria (bandiera)   | A     | András Pál        |
| 11 | Ungheria (bandiera)   | C     | Tibor Ladányi     |
| 12 | Ungheria (bandiera)   | D     | Dávid Kálnoki-Kis |
| 13 | Ungheria (bandiera)   | D     | Adrián Szekeres   |
| 14 | Ungheria (bandiera)   | D     | Dávid Kelemen     |
| 15 | Serbia (bandiera)     | A     | Norbert Könyves   |
| 16 | Ungheria (bandiera)   | C     | Máté Skriba       |

| N. |                     | Ruolo | Calciatore      |
| -- | ------------------- | ----- | --------------- |
| 17 | Ungheria (bandiera) | A     | Márton Eppel    |
| 19 | Ungheria (bandiera) | C     | József Kanta    |
| 20 | Serbia (bandiera)   | D     | Dragan Vukmir   |
| 21 | Ungheria (bandiera) | C     | Marcell Molnár  |
| 23 | Ungheria (bandiera) | C     | Ádám Szabó      |
| 24 | Ungheria (bandiera) | D     | Bence Zámbó     |
| 25 | Ungheria (bandiera) | C     | Márk Nikházi    |
| 29 | Ungheria (bandiera) | P     | Zoltán Szatmári |
| 30 | Ungheria (bandiera) | A     | Patrik Tischler |